# Parachartergus fulgidipennis
Parachartergus fulgidipennis är en getingart som först beskrevs av Henri Saussure 1854.  Parachartergus fulgidipennis ingår i släktet Parachartergus och familjen getingar. Inga underarter finns listade i Catalogue of Life.